# Abtaf-e Olya
Abtaf-e Olya (em persa: ابطاف عليا, também romanizada como Ābţāf-e ‘Olyā; também conhecida como Ābţāf) é uma aldeia do distrito rural de Murmuri, no condado de Abdanan, da província de Ilam, Irã.
No censo de 2006, sua população era de 112 habitantes, em 18 famílias.